# Сокол в опасности
«Сокол в опасности» (англ. The Falcon in Danger) — американский детективный фильм с элементами комедии режиссёра Уильяма Клеменса, который вышел на экраны в 1943 году. Это шестой из четырнадцати фильмов студии RKO Pictures 1941—1946 годов об учтивом детективе-любителе по прозвищу Сокол и третий фильм, в котором роль Сокола исполняет Том Конуэй.
В этом фильме Том Лоуренс по прозвищу Сокол по просьбе привлекательной Нэнси Палмер (Элейн Шепард) берётся за расследование таинственного исчезновения её отца, крупного промышленника С. Х. Палмера (Кларенс Колб) и его ассистента Уолли Фэйрчайлда (Роберт Э. Кин), а также принадлежащих им ценных бумаг на крупную сумму. Исчезновение произошло предположительно во время промежуточной посадки самолёта при перелёте из Вашингтона в Нью-Йорк. При этом некто пытается шантажировать Нэнси, а также Айрис (Джин Брукс), племянницу Фэйрчайлда, требуя деньги за возвращение их родственников. Объявившийся вскоре Палмер рассказывает полиции, что стал жертвой нападения неизвестных, а позднее в поле обнаруживают тела Фэйрчалда и пилота самолёта. Том в итоге выходит сначала на вымогателя, который хотел заработать на этой ситуации, а затем выясняет истинную природу случившегося, в финале убивая преступника.
Современные критики в основном позитивно оценили картину, отметив хороший детективный сценарий и сильную актёрскую игру. Вместе с тем отмечается, что успешному развитию детективного сюжета мешает чрезмерный акцент на комедийных сценах с участием Сокола и его невесты.

## Сюжет
Самолёт, прибывший рейсом из Вашингтона, совершает жёсткую посадку в Нью-Йорке, но в салоне нет ни экипажа, ни пассажиров. Для расследования происшествия прибывают инспектор полиции Нью-Йорка Тимоти Донован (Клифф Кларк) и его помощник Бейтс (Эдвард Гарган). Вскоре становится известно, что все пассажиры, за исключением крупного промышленника Стэнли Харриса Палмера (Кларенс Колб) и его ассистента Уолли Фэйрчайлда (Роберт Эмметт Кин), находятся в аэропорту, в котором самолёт совершил промежуточную посадку. Тем временем дочь Палмера Нэнси (Элейн Шепард) получает записку с требованием приготовить выкуп за возвращение своего отца, после чего уговаривает детектива-любителя Тома Лоуренса, известного как Сокол (Том Конуэй), разобраться в этом деле. Том направляется в аэропорт, где при осмотре салона самолёта обнаруживает часть сломанного замка от портфеля. К нему подходит племянница Фэйрчайлда Айрис (Джин Брукс), также показывая ему записку, в которой содержится требование оставить 25 тысяч долларов у питьевого фонтанчика на Парк-роуд. Айрис воспитывалась в семье Палмеров и близка с Нэнси, но не испытывает симпатии к её отцу. Айрис говорит детективу, что подозревает Кена Гибсона (Ричард Дэвис), жениха Нэнси, в соучастии в преступлении. Кен является сотрудником фирмы Палмера и вхож в его дом, и потому мог передать похитителям информацию о том, что у Фэйрчайлда были ценные бумаги на 100 тысяч долларов. Том вместе с Айрис и Нэнси направляется в дом Палмера, где расспрашивает Кена о записке с требованием выкупа, выясняя по ходу, что тот является азартным игроком и часто посещает казино.
На следующий день в парке Том совершает конную прогулку со своей невестой из Техаса Бонни Колдуэлл (Амелита Уорд), наблюдая за тем, как Нэнси оставляет коробку у питьевого фонтанчика. После того, как двое мужчин забирают коробку, Том на лошади скачет за их машиной, успевая записать номерной знак. Выяснив, что знак принадлежит антикварному магазину Морли, Том в тот же вечер отправляется туда. Мистер Морли (Феликс Баш) показывает ему коробку с выкупом, наполненную нарезанной бумагой. Владелец магазина объясняет, что прочитал в газете о похищении Палмера и решил воспользоваться этим, чтобы вместе с сыновьями получить таким образом с Кена Гибсона его карточный долг. В этот момент в магазине появляется инспектор Донован, сообщая, что Палмер жив и вернулся домой. Том и Донован отправляются в дом Палмера, где тот объясняет, что во время промежуточной посадки, когда все пассажиры покинули салон, он и Фэйрчайлд остались на борту. В этот момент, по его словам, появились двое неизвестных, которые, угрожая оружием, ограбили Палмера и после взлёта приказали ему вместе с ними выпрыгнуть с парашютом. Затем эти люди отвезли Палмера в фермерский дом, откуда он позже сбежал. Айрис обвиняет Палмера в том, что он обманул и предал её дядю, после чего выбегает из комнаты.
Когда во время маскировочного затемнения в городе Том и Бонни выходят из дома Палмера, Джорджи, сын Морли (Ричард Мартин), силой заставляет их сесть в свою машину и отвозит в антикварный магазин. Там Морли в угрожающей форме требует вернуть записку с требованием выкупа, но Том незаметно включает неоновую вывеску магазина, что запрещено делать во время светомаскировки. Вскоре появляется полиция, арестовывая Морли. Том направляется на склад металлолома, чтобы поговорить с Кеном и Нэнси, которые разбирают содержимое контейнеров. В куче вещей Том обнаруживает вторую часть от замка, найденного им ранее. Когда Нэнси говорит Тому, что этот хлам привезла Айрис, детектив начинает подозревать, что её дядя был причастен к похищению Палмера. Том просит Бонни тайно обыскать квартиру Фэйрчайлдов, пока он будет отвлекать Айрис, катаясь с ней на роликовых коньках. На катке, воспользовавшись столкновением нескольких человек, Том сбегает и возвращается в квартиру Фэйрчайлдов. Вскоре появляется и Айрис, что вызывает ревность Бонни, которая швыряет в Тома вазой. Среди осколков стекла Том находит пропавшие ценные бумаги и передает их прибывшему Доновану.
Инспектор решает задержать Фэйрчайлда по подозрению в краже, но в этот момент поступает звонок из полиции штата о том, что в поле найдены тела пилота и Фэйрчайлда. Том подозревает в причастности к преступлению Морли, которого уже освободили за недостаточностью улик. Ночью Том снова приходит в его магазин, чтобы найти портфель Фэйрчайлда. Следом входит Айрис, которая подтверждает, что части от замка, которые нашёл Том, были от портфеля её дяди, и что одну часть она бросила в утиль. Появляется Морли, которого Том обвиняет в том, что он отправил записку с требованием выкупа до того, как о похищении стало известно из газет, что доказывает его причастность к преступлению. Пока они разговаривают, в магазин прокрадывается мужчина и стреляет в Морли из пистолета, после чего начинается суматоха с участием полиции и сыновей Морли, в ходе которой самому Морли удаётся скрыться. Затем Том и Айрис приезжают дом Палмера, откуда Том по телефону предупреждает Донована о готовящемся убийстве. Заметив Морли, поднимающегося по лестнице в кабинет Палмера, Том следит за ним. Когда Морли выходит из комнаты, Том и Айрис обнаруживают там портфель Фэйрчайлда, спрятанный за полкой с поддельными книгами. Внутри портфеля они находят правительственную анкету, из которой следует, что Палмер с помощью мошеннической схемы лишил Фэйрчайлда его бизнеса и заставил работать на себя.
После этого Том излагает свою версию произошедшего: когда Палмер в самолёте заполнял правительственную анкету, неожиданно вернулся Фэйрчайлд. Сразу догадавшись, что этот документ доказывает преступный характер действий Палмера, Фэйрчайлд запер бумагу в своём портфеле. Пытаясь завладеть портфелем, Палмер в драке застрелил Фэйрчайлда, а затем, угрожая оружием, приказал пилоту взлетать. Когда самолёт был в воздухе, Палмер убил и пилота, после чего выбросил оба тела за борт. Затем Палмер выпрыгнул с парашютом из самолёта и отправился к Морли, где взломал замок портфеля. Рассказ Тома прерывает шум из чулана, в котором оказывается Кен, которого избил и запер Морли. Кен предупреждает Тома, что Морли планирует убить Палмера. Выбежав в коридор, Том видит, как собака Палмера набрасывается на Морли на лестнице. Появившийся в этот момент Донован становится свидетелем того, как Том из самообороны стреляет в Палмера, убивая его.
Позже, в аэропорту, Бонни говорит Тому, что уходит от него и возвращается в Техас. Расстроенный Том заявляет, что отказывается от всех женщин, но тут же к нему подходит симпатичная студентка и просит его о помощи.

## В ролях
- Том Конуэй — Том Лоуренс / Сокол
- Джин Брукс — Айрис Фэйрчайлд
- Элейн Шеппард — Нэнси Палмер
- Амелита Уорд — Бонни Колдвелл
- Клифф Кларк — инспектор Тимоти Донован
- Эдвард Гарган — детектив Бейтс
- Кларенс Колб — Стэнли Харрис Палмер
- Роберт Эмметт Кин — Уолли Фэйрчайлд
- Феликс Баш — Морли
- Ричард Дэвис — Кеннет Гибсон
- Ричард Мартин — Джордж Морли
- Эрфорд Гейдж — Иван Морли
- Эдди Данн — детектив Граймс
- Иэн Волф — Томас
- Розмари Ла Планш — медсестра

## История создания фильма
Это шестой из четырнадцати фильмов студии RKO Pictures о джентльмене и детективе-любителе по прозвищу Сокол. Серия фильмов о Соколе началась в 1941 году с картины «Дерзкий Сокол», в которой главную роль сыграл Джордж Сандерс, который в реальной жизни был родным братом Тома Конуэя. Это третий фильм Тома Конуэя из десяти, в которых он сыграл Сокола.
Согласно сообщению «Голливуд Репортер», «дата съёмок этого фильма была перенесена из-за растущей популярности сериала о Соколе». Миллер также отмечает, что к моменту создания этого фильма «сериал был настолько успешен, что студия перенесла сроки съёмок, чтобы выпустить следующий фильм в прокат как можно раньше».
Согласно другому сообщению «Голливуд Репортер», для экономии средств главный вход и несколько зданий на территории студии RKO Pictures были использованы для съёмки сцен в аэропорту. Миллер пишет, что «входная зона студии и несколько зданий на парковке использовались в качестве аэропорта, где разбился самолёт».
Фильм находился в производстве с 13 апреля по начало мая 1943 года. Премьера фильма в Нью-Йорке состоялась 22 июля 1943 года".

## Оценка фильма критикой
Фильм в основном получил позитивные оценки. Историк кино Дерек Виннер, в частности, написал, что «фильм относится к числу лучших в этом сериале». У него хороший сценарий, написанный Фредом Нибло-младшим и Крейгом Райсом, а также отличная комическая игра Клиффа Кларка и Эдварда Гаргана.
По мнению Рона Беккера, «это очень хорошая детективная история, даже лучше, чем в фильме того же года „Сокол наносит ответный удар“». Критик полагает, что эта картина «обладает лучшей постановкой из всех фильмов серии о Соколе». Интригу картине задаёт потрясающий вступительный эпизод, в котором самолёт из Вашингтона совершает аварийную посадку в аэропорту. «Когда дверь самолёта открывается, пассажиров внутри нет. Даже кабина пилотов пуста. Это, несомненно, головоломка, достойная внимания великого детектива». Когда в дело включается Сокол, он сталкивается с целой группой подозреваемых. Среди них Айрис, племянница Уолли Фэйрчайлда, которая испытывала неприязнь к Палмерам, жених Нэнси, Кен Гибсон, который страдает от пристрастия к азартным играм, и владелец антикварного магазина мистер Морли, который пытался шантажировать Нэнси и Айрис. Как далее пишет Беккер, «история всегда увлекательна, прежде всего потому, что она постоянно разворачивается в неожиданных ракурсах… В фильме достаточно отвлекающих ходов, чтобы превратить его в волнующую тайну». Разгадка истории довольно «хитроумна, и на этот раз преступник не является наименее вероятным подозреваемым, поскольку есть некоторые улики, указывающие на его причастность».
Вместе с тем, как полагает критик, хорошую детективную составляющую фильма портят комедийные выходки невесты Тома Лоуренса, Бонни Колдуэлл, которую играет Амелита Уорд. И хотя, «она довольно хороша в этой роли и вызывает смех, она всё же является нежелательным вмешательством в захватывающую тайну. В последней трети фильма Колдуэлл исчезает из сюжета, и удивительно, насколько лучше становится фильм, когда её нет». Вообще, как полагает Беккер, «актёрская игра в этом фильме одна из лучших в сериале. В первую очередь это касается Кларенса Колба в роли Стэнли Палмера и Феликса Баша в роли Морли. Всегда приятно наблюдать, как Иэн Вулф играет дворецкого, и, как обычно, Клифф Кларк великолепен в роли инспектора Донована» .
Фрэнк Миллер отмечает, что «как и в других фильмах серии, помимо разгадывания тайн, Конуэю приходится сталкиваться с целым рядом красивых женщин, включая звезду фильмов категории В Джин Брукс в роли племянницы Фэйрчайлда, хорошенькую Элейн Шеппард в роли дочери промышленника и его собственную ревнивую невесту, которую играет Амелита Уорд». Как и в других ранних фильмах о Соколе с участием Конуэя, «характерный актёр Эдвард Гарган создает комическую атмосферу в роли неуклюжего помощника инспектора Донована (Клифф Кларк)».
Со своей стороны кинокритик Фрэн Мейсон отмечает, что если в предыдущем фильме Сокол предстает в образе детектива, который пытается найти убийцу, то в этом фильме «повествование переходит в фарсовую плоскость, поскольку Сокол пытается сбалансировать потребности детективного повествования с романтическими отношениями как со своей невестой, так и с одной из подозреваемых». В итоге в картине «доминируют сексуальные интриги и комические выходки».
Критик Деннис Шварц в свою очередь полагает, что режиссёр Уильям Клеменс «профессионально поставил эту довольно среднюю, шаблонную криминальную драму,… которой не хватает саспенса». У фильма «ошеломляющее начало, но затем тусклый сценарий Фреда Нибло-младшего и Крейга Райса терпит крах и бездарно тратит время на раздражающий роман обходительного сыщика с несносной светской львицей из Техаса».